# Natacha Aguilar de Soto
Natacha Aguilar de Soto es una bióloga marina española, doctora en Biología por la Universidad de La Laguna (ULL, Tenerife, Islas Canarias) y especialista en cetáceos profundos, área en la que es considerada una de las mayores expertas mundiales.

## Trayectoria
Es miembro del grupo de investigación BIOECOMAC (Biodiversidad, Ecología Marina y Conservación) de la Universidad de la Laguna (ULL), en el que es responsable de la investigación sobre cetáceos y bioacústica. Además, es la presidenta y cofundadora de la Asociación GIC (Grupo de Investigación y Conservación de Fauna) e investigadora Marie Curie (EU Horizon 2020) en el Centro de Investigación en Modelado Ecológico (CREEM) de la Universidad de Saint Andrews (Escocia). Fue creadora de la Red de Avistamiento de Cetáceos. Ha participado y liderado grupos de prevención de colisiones en Nueva Zelanda y Canarias. Además, fue miembro de varios grupos de expertos sobre el ruido marino como el ACCOBAMS, ASCOBAMS y OSPAR en Nueva Zelanda, Reino Unido y España.
Ha desarrollado su labor investigadora desde 1999, año en el que se incorporó a la ULL. Sus investigaciones abarcan diversos campos, como el comportamiento de buceo y alimentación, la ecología y comunicación acústica de especies de cetáceos de buceo profundo, la distribución y estimas de abundancia de cetáceos y aves marinas en aguas oceánica, o el impacto humano en el medio marino, especialmente en torno a la contaminación acústica para intentar reducir el impacto de las colisiones de cetáceos con embarcaciones.
En 2003, empezó a dirigir un monitoreo estacional de cetáceos en aguas de El Hierro (Canarias), destacando los estudios de zifios de Blainville y de Cuvier. Gracias a ello, se pudieron evaluar los efectos de la erupción volcánica submarina de El Hierro sobre los cetáceos, además de obtener datos relevantes sobre los zifios. Junto a Andrea Fais, otra investigadora de la ULL, y con la colaboración de estudiantes e investigadores tanto de la propia ULL como de otros centros internacionales, publicó un estudio en la revista especializada PLOS ONE. En él, se reflejaba que Canarias es uno de los lugares del mundo con más registros de varamientos de cetáceos a causa de su colisión con buques. Además, el estudio resaltaba que la mortalidad de los cachalotes puede ser superior a su capacidad de crecimiento natural. A raíz de este estudio, se logró que la ULL incluyera este aspecto en la formación de los capitanes de barco dentro de la Ingeniería Superior de Náuticas.
En 2005 lee su tesis: "Comportamiento acústico y de buceo del calderón (Globicephala macrorhynchus) y zifio de Blainville (Mesoplodon densirostris) en las Islas Canarias: implicaciones sobre los efectos de ruido antrópico y las colisiones con embarcaciones", en la Universidad de la Laguna.
Publicó como coautora un estudio en la revista de acceso libre Peer J sobre los zifios (ziphiidae), la segunda familia de cetáceos, entre los que se encuentran especies de ballenas, delfines y marsopas. El estudio incluía la grabación e investigación sobre la ballena picuda de True (mesoplodon mirus), uno de los zifios más desconocidos del mundo y pocas veces visto con vida. La grabación se realizó cerca de la costa de las Azores en el marco del programa para estudiantes Master Mind. Junto con otros autores, publicó también un artículo en la revista Marine Mammal Science en el que se aborda el "camuflaje acústico" en superficie de los zifios para no ser detectados por las orcas.
Mediante el uso de la tecnología bioacústica, junto a Andrea Fais, llevó a cabo un completo muestreo acústico en busca de cachalotes en las profundas aguas de Canarias. Tras cubrir más de 53 000 km² a lo largo de 3000 km de líneas de mapeo acústico los científicos estimaron que la población actual de cachalotes en aguas canarias es de unos 224 ejemplares.
En 2016, Aguilar de Soto estuvo en Escocia como investigadora Marie Curie en la Universidad de Saint Andrews. Consiguió un primer premio Marie Curie por sus trabajos: la primera parte la hizo en La Laguna mientras que la segunda la realizó en Nueva Zelanda. Luego, obtuvo un segundo Marie Curie, esta vez realizando sus investigaciones en distintas partes de Escocia. Volvió a la ULL con el programa Ramón y Cajal donde es directora de tesis doctorales y participa en el Máster Oficial de Biología Marina: Biodiversidad y Conservación, uno de los más importantes del país en este ámbito. Representó a la ULL en el I Encuentro Internacional InnovAzul en 2018.
En abril de 2019, participó en la celebración en Mesenia (Grecia) de la 5ª Conferencia sobre Áreas Marinas Protegidas de Mamíferos Marinos señalando al tráfico marino, como una de las más afectan a los cetáceos, en especial, de Canarias, uno de los puntos calientes a nivel mundial de mortandad de ballenas por choques con embarcaciones. Aguilar no pidió que se abandonaran las actividades humanas en los mares canarios. Planteó medidas necesarias como la reducción de la velocidad de las embarcaciones y capacitar a las tripulaciones para esquivarlos. Afirmó que “Canarias fue seleccionada porque existen evidencias de choques proporcionadas por la Red de Varamientos de Cetáceos de Canarias, cuyos veterinarios identifican las causas de mortandad de todos los cetáceos que llegan a las costas del archipiélago. Es normal que en Canarias exista un problema de colisiones, porque alberga la mayor riqueza de cetáceos de España, y esto coincide con un elevado tráfico marino” afirmó la doctora.
Al comparar estos datos con los de varamientos involucrados en colisiones con buques, un trabajo publicado en la revista especializada Plos One sugiere que la mortandad de estos animales por esta causa podría superar la capacidad de crecimiento natural de la especie en el archipiélago, lo cual podría suponer un declive de su población en la zona. Este grupo ha conseguido que este asunto se haya incluido en la formación de los capitanes de barco que cursan la Ingeniería Superior de Náuticas de la ULL.

## Reconocimientos
- Fue premiada por el Instituto Universitario de Estudios de las Mujeres (IUEM) de la Universidad de La Laguna en la IV edición de sus Premios a Mujeres Investigadoras celebrada en 2018.[3][19]